# Gargareusok
A gargareusok talán csak a mítoszokban létezett ókori nép. Sztrabón szerint a Kaukázus mentén, az amazonok szomszédságában laktak, akik velük szaporodás céljából érintkeztek is. A két nép évente 2-2 hónapot töltött el közösen, azután a megszületett gyermekek közül a fiúkat visszaküldték az apjukhoz, a leányok az amazonoknál maradtak.